# Rue de la Grenouillère (Colmar)
Pour les articles homonymes, voir Rue de la Grenouillère.
La rue de la Grenouillère est une voie de la commune française de Colmar.

## Situation et accès
Cette voie de circulation, d'une longueur de 330 m (plus deux décrochages de 25 et 75 m), se trouve dans le quartier centre.
On y accède par les rues du Rhin, de la Cigogne, des Laboureurs, de l'Est, Saint-Guidon, le clos de la Grenouillère et la place Jeanne-d'Arc.
Cette voie n'est pas desservie par les bus de la TRACE.

## Origine du nom
La rue doit son nom à la présence de marécages au XIXe siècle.

## Bâtiments remarquables et lieux de mémoire
Dans cette rue se trouvent des édifices remarquables[Lesquels ?].

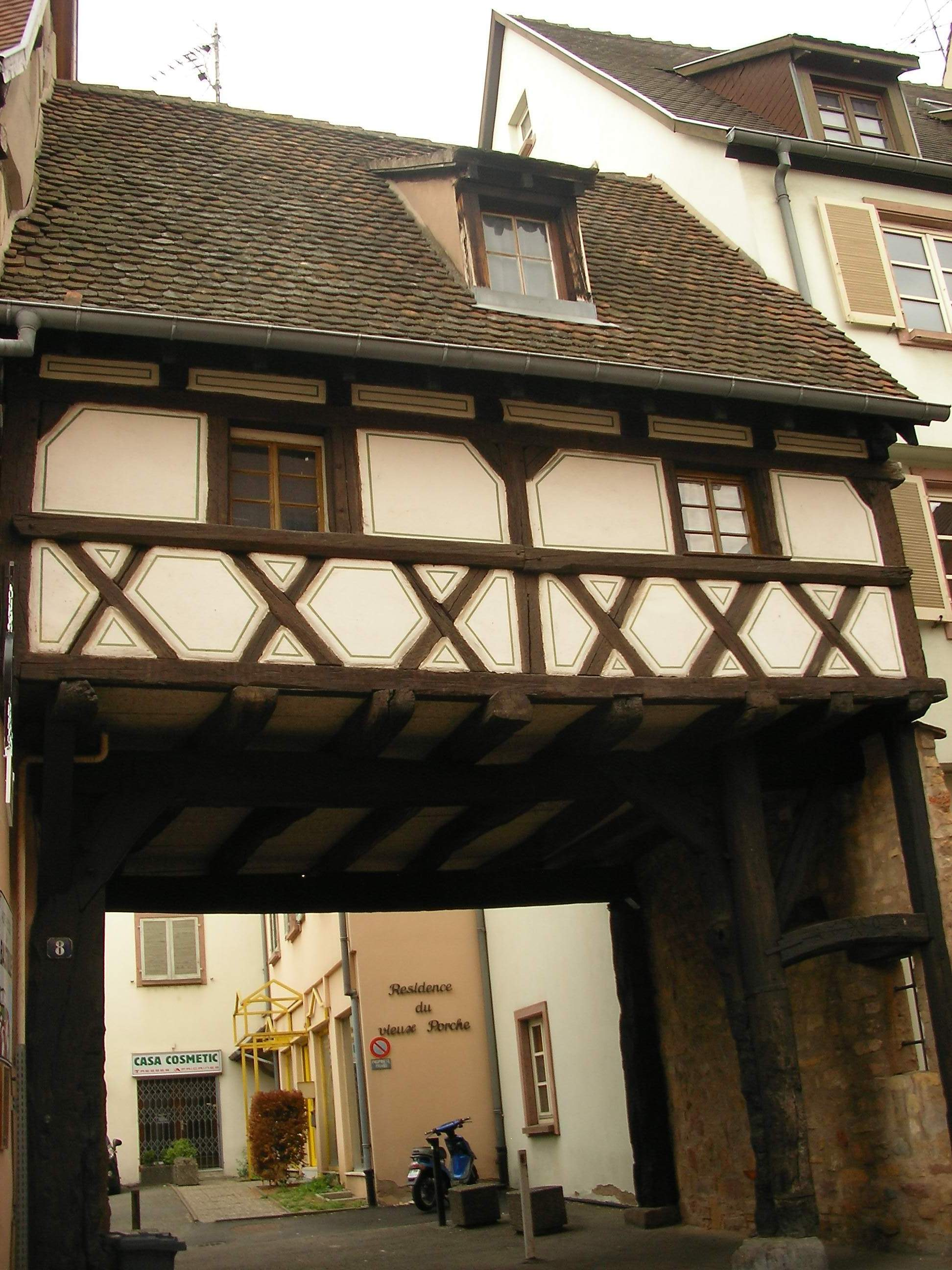
Ferme (1602)